# 伊達宗行
伊達 宗行（だて むねゆき、1929年11月1日 - 2023年2月27日）は、日本の物理学者。大阪大学名誉教授。

## 略歴
宮城県仙台市出身。宮城県仙台第二高等学校、1952年東北大学理学部卒業、1955年同大学院理学研究科物理専攻中退。1961年「塩化コバルトの反強磁性共鳴吸收」で大阪大学理学博士。東北大学金属材料研究所、1959年大阪大学理学部助教授、教授、学部長、1993年定年退官、名誉教授。日本物理学会会長、日本原子力研究所先端基礎研究センター長。
伊達氏庶流大條氏本家（明治時代に伊達に復姓）の第20代当主。父は宮城師範学校教授の伊達宗雄。お笑い芸人伊達みきお（サンドウィッチマン）の父の又従兄弟（はとこ）にあたる。
2023年2月27日、死去。93歳没。

## 著書

### 単著
- 『物性物理学の世界 波動・粒子のジレンマから極低温の謎まで』〔講談社ブルーバックス〕（講談社、1968年）
- 『物性物理の世界 電子の素顔から極限物性まで』（講談社、1968年）※改訂新版は講談社ブルーバックスで1986年に刊行
- 『電子スピン共鳴』〔新物理学シリーズ〕（培風館、1978年）
- 『朝倉現代物理学講座 12 物性物理学』（朝倉書店、1986年）
- 『極限科学 強磁場の世界』（丸善、1993年）
- 『「数」の日本史 - われわれは数とどう付き合ってきたか』（日本経済新聞社、2002年）※日経ビジネス人文庫（2007年）
- 『新しい物性物理 物質の起源からナノ・極限物性まで』〔講談社ブルーバックス〕（講談社、2005年）
- 『極限の科学 低温・高圧・強磁場の物理』〔講談社ブルーバックス〕（講談社、2010年）
- 『「理科」で歴史を読みなおす』〔ちくま新書〕（筑摩書房、2010年）

### 共著・編集
- 『実験物理学講座 24 電波物性』（共立出版、1980年） - 責任編集

## 受賞
- 1971年、松永賞
- 1980年、仁科記念賞
- 1985年、日本金属学会論文賞
- 1991年、藤原賞

## 叙勲
- 1991年、紫綬褒章[5]
- 2000年、勲二等瑞宝章[6]